# Hubert Bekman
Hubertus Cornelis Gerardus (Hubert) Bekman (Voorburg, 4 november 1896 – Den Haag, 29 juli 1974) was een Nederlands beeldhouwer, schilder en graficus.

## Leven en werk
Bekman werkte als ambtenaar bij de PTT en volgde daarnaast de avondopleiding en wintercursussen van de Koninklijke Academie van Beeldende Kunsten in Den Haag. Hij maakte aanvankelijk olieverfschilderijen, gouaches, tekeningen en houtsneden, waarbij mens en dier centraal stonden, vanaf 1948 beeldhouwde hij mens- en dierfiguren in eikenhout en lindenhout. Hij kan worden gerekend tot de Nieuwe Haagse School.
Bekman was lid van de Pulchri Studio en de Haagse Kunstkring. Rond 1936 richtte hij met Rein Draijer, Hein von Essen, Jan Franken Pzn., Jan van Heel en Marinus Schipper kunstenaarsgroepering De Groep op. Later sloot hij zich aan bij Verve en de Liga Nieuw Beelden. Hij exposeerde meerdere malen. In 1932 wonnen hij en Sierk Schröder een gedeelde Vrouwe Vigeliusprijs voor een historisch schilderij en in 1952 ontving Bekman de Jacob Marisprijs.

## Enkele werken
- Gekruisigde Christus met Maria en Johannes, (schilderij), Museum Catharijneconvent
- Moeder en kind (linoleumsnede), Rijksmuseum Amsterdam
- Zes figuren (houtsnede), Rijksmuseum Amsterdam
- Figurenreeks (houtsnede), Rijksmuseum Amsterdam
- Vijf paarden (linoleumsnede), Rijksmuseum Amsterdam
- Vier paarden (linoleumsnede), Rijksmuseum Amsterdam
- Herinnering uit Limburg (olieverfschilderij), Van Abbemuseum